# Селанія
Селанія (Saelania) — рід мохів монотипної родини Saelaniaceae підкласу Dicranidae. Рід раніше відносили до родини Ditrichaceae. Saelania названа на честь фінського ботаніка Тіодольфа Саелана.

## Види
Види:
- Saelania caesia  (Vill. ex P. Beauv.) Lindb.
- Saelania glaucescens  (Hedw.) Broth.
- Saelania pruinosa  (Müll. Hal.) Broth.
- Saelania subglaucescens  (Müll. Hal.) Broth.